# オウム真理教女性信者殺害事件
オウム真理教女性信者殺害事件（オウムしんりきょう じょせいしんじゃ さつがいじけん）とは、1991年ごろにオウム真理教で発生した殺人事件。
この事件は立件されておらず、麻原彰晃の死刑執行後に週刊誌の報道によって発覚した。

## 概要
1991年頃、27歳の女性信者が麻原彰晃らに殺害された。
この事件を初めて告白した新実智光と事件の目撃者である上祐史浩との間で主張が食い違っている。新実の証言によると、1990年か1991年の冬頃、上九一色村で女性信者が金銭の横領を疑われ麻原の部屋に呼び出された。そこには麻原のほかに、新実、中川智正、村井秀夫、上祐、麻原側近の女性幹部がいた。本当に横領があったかどうかは定かではないが、麻原はポアとの判断を下し、新実と中川が女性信者の手足を抑え、麻原が首を絞めて殺害した。遺体は護摩壇で焼き、本栖湖に流した。
一方、上祐の証言は次の通りである。1991年の初め頃、女性信者が金銭トラブルによりスパイ容疑をかけられた。彼女が呼び出されたのは、富士山総本部道場の第1サティアンの音楽室であった。同席していたのは新実の証言と同じ面々で、麻原は女性信者に「白状しろ!」と迫った。女性は身に覚えがないようだったが、麻原への帰依心のためか真っ向から否定せず、泣きながら「思い出せない」などと発言した。その中で麻原は「白状しないならばポアする」という趣旨のことを発言。最後に麻原は「私は嘘は吐かない男だよ」と言って、新実や中川に女性を取り押さえるように誘導した。注射液と思われる物質の名を出した中川に対して麻原が頷くと、中川は一旦退室。戻ってきた中川が女性の左腕に注射し、それと同時に新実が鼻や口を手で押さえるなどすると、女性はすぐに動かなくなった。女性の死亡は、医師である中川が確認した。麻原はその間、ずっとソファーに座っていた。遺体は村井らが運び出し、同じ教団施設の中で焼却された。その後麻原は、この女性信者は「魔女だった」と語った。
上祐によると新実の証言は記者が直接聞いたり、書面を得るなどしたものではなく、新実の接見者を通した伝聞情報である。また、新実は当局には供述していない（接見者にのみ述べている）。新実は事件の発生時期が1990年の可能性があり、場所は場所が上九一色村の松本の部屋と証言しているが、上祐によれば当時まだ上九一色村に麻原の部屋はなかった。また、目撃した女性幹部が同年に別事件で拘留されていることから1990年である可能性はないという。

## 被害者
被害者の女性信者は、1963年生まれ、大阪市出身。1988年に入信し、翌1989年に出家。ホーリーネームはタントラインドラーニ。事件発生当時「師」の称号を持っていた出家信者の幹部で、富士山総本部道場の経理部のトップだった。事件を報じた週刊新潮の取材に応じたオウム真理教被害対策弁護団の滝本太郎弁護士によると、当時、信者の親族や脱会信者、警察当局などと連絡を取り合い、信者のうち、生死が判明しない「行方不明者」についても情報を集めてきたが、その中にこの女性信者の情報もあった。本部職員となった1991年に音信不通となり、両親が教団に問い合わせたが「トラブルを起こして出て行った」と説明された。しかし、その後も家に帰らなかったため、1994年、母親が大阪府警に家出人捜索願を出した。その後、母親は被害対策弁護団の加納雄二弁護士のもとを訪れ、1991年に母親の元を現役の信者が訪れ、女性信者がまだ帰宅していないことに驚き、「彼女は、麻原から、自分に出来ないことを命じられて苦しんでいた」「91年に麻原と話し合いをし、その翌日から姿を消した」と言い残していったと加納に相談した。加納は彼女の安否をオウムに照会したが、回答を拒否された。そこで、人身保護請求に訴え出る準備を始めたが、結局母親はそれを選択をしなかった。その7年後の2002年、母親は家庭裁判所に娘の失踪宣告を申し立て、翌2003年に認定された。その数年後、両親は相次いで亡くなった。

## 事件の発覚
この事件は麻原、新実、中川が死刑執行された直後の2018年7月11日になって週刊新潮が報じ、公になった。上祐側は同誌の報道を受けて、同年7月12日にひかりの輪広報部のサイトで「週刊新潮報道にある女性信者殺害の目撃に関する事情説明」と題した文章を発表。その中で、事件の概要と上祐が事件を公にしなかった理由が説明された。
週刊新潮の取材に対して新実と獄中結婚した元アレフ信者の妻は、「確かにまったく同じ話を聞いたことがあります」と述べた。事件現場に同席していたとされる女性幹部は、女性信者の名前を出された途端に激高し、その後応答しなかったという。生前の中川には、死刑囚には面会制限があり、直接接触することが出来ないため、別件で面会予定のあったオウム真理教家族の会の永岡弘行会長が本件を尋ねたが、「何ですか、それ」「永岡さん、私が今さら嘘を吐くわけないでしょう」と発言したという。
本件に対する上祐の態度は問題視されることとなった。2018年4月中旬、週刊新潮から取材を受けた際ははぐらかしていたにもかかわらず、麻原らの死刑が執行されると一転、事実を認めた。また、同誌の取材を受けた直後から自分でいくつかのメディアにこの事案を伝えており、「自分から告白した」式の報道を出すことで「毒消し」を狙ったことが指摘されている。しかし、先に同誌の記事が出ると、本件についての問い合わせには文書で応じ、予定されていたトークライブを急遽キャンセルした。
これに対して、ひかりの輪の広報部を通して、上祐は、麻原の執行まで供述しなかったのは、事件が時効で被害者の両親が他界して久しい中で、①それが麻原の死刑に反対する勢力などに利用されて、執行が延びる可能性があることや、②麻原への捜査の結果として、それまで接見していなかった麻原が上祐の離反を深く知り、身の危険が生じる恐れがあるなどのために、麻原の執行まで供述できなかったと説明した。
また、他のメディアに事案を伝えた理由に関しても、上祐によれば、新潮が上祐に対して、上祐が証言する前にも後にも、繰り返し本件の口外を禁じて独占報道を狙っていたにもかかわらず、新潮が新実の証言としたものは、新潮自身が新実の接見者（ないしは接見立ち合いの刑務官）からの伝聞情報であって、事件の時期と場所の情報が1990年ないし1991年で上九一色の第二サティアンの麻原の部屋などと現実あり得ないことや（その時期には上九一色に麻原の部屋はなく富士宮市の総本部にあった）、実際には新実や中川が実行したにもかかわらず、麻原が自分の手で絞殺した初めての事例である点が重要であるという重大な誤認をしていたので、新実ないし新実の接見者が、執行を延ばすための情報発信をしているのではとの疑いが拭えず、新潮に対して同席した女性幹部などにも取材するなどして正確な報道をするように要請したが、十分に聞き入れられなかったために、他のメディアから客観的な事実と矛盾しない正しい情報を発信しようとしたためだと説明した。
また、新潮の報道の後に、新実の接見者が、上祐に伝えたところによれば、警察も本件を知らないとした新潮の記事と異なって、少なくとも3年前から、新実はその接見者に本件を話しており、その接見に立ち会った刑務官も聞いており、所轄の警察署や公安警察も知っていたが、警察は新実らを捜査することは一切なく、放置していたという。この点に関して問われた新潮の記事は、3年前から警察・公安が知っていたことは知らなかったと回答し、警察が知らないと書いたことは、正式な捜査がなく警察組織全体で情報を共有していないという意味だったと説明した。
新実の接見者によれば、新潮に情報を提供したのは公安であると思われ、実際にも新実の接見者以外は、刑務官・警察関係者以外には本件を知る由がないから、警察・公安関係者だと思われる。その場合、なぜ警察・公安関係者が、時効であり、被害者の両親が他界しているとはいえ、長く本件を知りながらも公表せずにおいて、昨年秋になっていきなり新潮に情報を提供したかは不明であるが、ひかりの輪の広報部によれば、その時期が、新潮の記事でも言及されたように、昨年秋に、公安によるひかりの輪に対する観察処分の取り消し判決が出た時期と一致するので、それに対する巻き返しをはかるための公安による情報発信ではないかと思われる。そうした事情があるため、新実の接見者は、本件で、知りながら麻原の執行まで黙っていたということで、上祐のみが週刊誌で批判されて、警察や同席した女性幹部などが批判されないことは、不思議であると伝えている。
なお、新潮の記事の中では、オウム問題に詳しいジャーナリストで参議院議員の有田芳生ももし本当に真相を解明するつもりがあるなら、記者会見を開くなどして疑問に答えるべきところを、文書1枚の自己弁護で済ませてしまった点を問題視し、有田芳生が、6年前に上祐が著書を出した際に寄稿と対談を引き受け、その時は「上祐も変わってきたのかな」と思ったが、今回の件を見て、その評価を捨てざるを得ないと述べた。これに対しては、ひかりの輪の広報部は、セキュリティ上の関係で記者会見（及び7月19日に予定していたトークイベント）を控えたとしているが、実際に新潮の報道からまもなくの7月23日に上祐に対して刃物が送付される事件が起こった。
また、新潮の記事の中では、女性信者の母親から相談を受けていたオウム真理教被害対策弁護団のメンバー加納雄二弁護士は、「彼は果たして“宗教家”と言えるのでしょうか」と疑問を投げかけた。
一方、この事件について上祐や当時の教団信者からの聞き取り調査を行った大田俊寛（宗教学者）は、麻原に異を唱えることが多かった上祐に対して、麻原に逆らうと殺される恐れがあることを上祐に見せつけることを麻原が意図していた（意図的に殺人現場を上祐に目撃させた）のではないかと詳細に分析している。そして、「告白したら自らに危険が及ぶという不安があった」という上祐について、「それが氏の率直な心境であったのだろう」と述べている。